# Miklós Maros
Miklós Maros, född 14 november 1943 i Pécs, Ungern, är en svensk tonsättare. Han är son till Rudolf Maros.
Maros påbörjade sina studier vid Musikkonservatoriet i Budapest och fortsatte sedan med komposition vid Liszt-akademien och vid Musikhögskolan i Stockholm efter att han kommit till Sverige 1968. Han började arbeta vid Elektronmusikstudion i Stockholm 1970 och fick anställning som studions första lärare 1971 och stannade till 1978. 1976-1980 var han även lärare på Musikhögskolan. Composer-in-residence i Berlin 1980-1981, inbjuden av "Das Berliner Künstlerprogramm des DAAD" därefter frilansande tonsättare. Från 1990-talet har Maros erkänts som tonsättare i sitt gamla hemland. Innehavare av Statlig inkomstgaranti för konstnärer sedan 1991. 
1972 grundade han Marosensemblen tillsammans med sin fru sopranen Ilona Maros och har med den framfört nutida kammarmusik.    

## Priser och utmärkelser
- 1979 – Mindre Christ Johnson-priset för Symfoni nr 2
- 1995 – Atterbergpriset
- 1998 – Ledamot nr 921 av Kungliga Musikaliska Akademien
- 2004 – Stora Christ Johnson-priset för Symfoni nr 4
- 2013 – Rosenbergpriset

## Maros stil
Maros hade i Budapest tillägnat sig det musikaliska hantverket. Under ledning av Ingvar Lidholm och György Ligeti i Stockholm började utvecklingen av en egen stil. I det första stadiet var materialskalan 12 toner men utan att använda seriell teknik. Utmärkande är notbilden med nothuvuden följda av ett streck som anger tidsvärdet. Det andra stadiet innebar utnyttjandet av pentatoniska materialskalor som utgjorde hans ungerska arv. Utmärkande är att stämmorna spelar i olika tonarter. Det tredje och sista stadiet är en "komplementär harmonik" (tonsättarens egen benämning) där en renodling av treklangerna i dur och moll i de pentatoniska skalorna givit upphov till två sextonsackord: A-dur + ess/diss-moll respektive G-dur + f-moll. Tillsammans utgör ackorden en 12-tonsskala. Det samtidiga utnyttjandet av dur + moll-treklangerna på sekundavstånd ger upphov till melodier bestående av ackordbrytningar där än det ena, än det andra mjukt klingade sextonsackordet framträder - eller i mixturer av dem.

## Verk
Maros har komponerat cirka 250 verk däribland:
- fyra symfonier
- femton orkesterkonserter
- en helaftonsopera
- kammarmusik
- soloverk
- vokalmusik
- elektroakustiska verk

Den största verkgruppen utgörs av kammarmusik där valet av instrument i ensemblen är ovanligt. Däri förekommer gitarr, cembalo, harpa, accordion, basetthorn, cittra, kantele och de ungerska cimbalom och tárogató,  Förutom för Marosensemblen har Maros komponerat verk för ensembler med disparata instrument, vilket krävt okonventionella lösningar. Ett instrument som särskilt omhuldas är saxofonen på grund av dess stora omfång och lättheten att växla mellan högt och lågt register. Instrumentet förekommer inte bara inom kammarmusiken utan också  som soloinstrument i konserter och som hel saxofonorkester.